# ملوك النفط
ملوك النفط: كيف غيرت الولايات المتحدة وإيران والمملكة العربية السعودية ميزان القوى في الشرق الأوسط، هو كتاب في عام 2011 من تأليف أندرو سكوت كوبر نشره سيمون وشوستر. يوثق العلاقات بين الولايات المتحدة وإيران والسعودية في صناعة الطاقة في منتصف القرن العشرين.
يناقش الكتاب هنري كيسنجر حظر النفط في السبعينيات، والثورة الإيرانية. صرح كوبر أن القصة حول كيف أصبحت الولايات المتحدة تعتمد على المملكة العربية السعودية وكيف قللت الولايات المتحدة اعتمادها على النفط مقارنة بما كانت تفعله سابقًا.
صرح براين بلاك، أستاذ التاريخ والدراسات البيئية بجامعة ولاية بنسلفانيا، في صحيفة كريستيان ساينس مونيتور أن الكتاب «هو سجل يعطي نظرة ثاقبة هامة إلى واحدة من أهم الفترات في العلاقة الأمريكية بالنفط». 

## خلفية
استخدم كوبر عدة مصادر حتى قبل نشر الكتاب بفترة وجيزة لكي يوثق معلوماته. 

## المحتوى
تُظهر البداية كيف قابل ريتشارد نيكسون محمد رضا بهلوي، شاه إيران، في جنازة الرئيس الأمريكي السابق دوايت آيزنهاور. في البداية، كانت الولايات المتحدة وإيران تتمتعان بعلاقة وثيقة، لكن خلال السبعينيات من القرن الماضي، فرضت إيران حظراً على أسعار النفط، لذا تحولت الولايات المتحدة إلى استخدام السعودية كحليف رئيسي لها.  واجه الاقتصاد الإيراني مشاكل كبيرة بعد تعديل السعوديين الإنتاج لخفض أسعار النفط. وفقًا لـ Black ، "كتاب ملوك النفط" تتبع نموذج فيلم " Syrianna "  [ك‍] في تصوير سياسات القناة الخلفية التي تتحكم في تدفق النفط والسياسة العالمية التي تنبثق عن تلك الديناميكية. " 
تفاصيل ملوك النفط نيكسون وباهلافي على وجه الخصوص. يذكر بلاك أن الكتاب يحتوي على وثائق قليلة نسبيًا. 

## اراء
صرح كريستيان إيمري من كلية لندن للاقتصاد أن الكتاب يحتوي على تحليل «قديم وغامض» و «مكتوب جيدًا»، وختم كلامه إلى أنها «مساهمة جادة وهامة في المنحة الحالية» على الرغم من أن المؤلف «يبالغ قليلاً في قضيته». جادل إيمري بأن التحليل في تغيير العلاقة بين الولايات المتحدة ومنتجي النفط في الشرق الأوسط في السبعينيات «ضيق للغاية».
صرح براندون وولف هونيكوت في مراجعة للمجلة الدولية لدراسات الشرق الأوسط أن الكتاب «رواية مثيرة للاهتمام ينبغي أن تجذب انتباه المتخصصين وغير المتخصصين على حد سواء.» 
يذكر بلاك أن الكتاب «يتفوق» بسبب جودة أبحاثه الأصلية وكذلك «الانضباط» و «فضيلة التركيز». 
جوان أوليك وهي كاتبة مستقلة في نيويورك، كتبت في مقال نشرته صحيفة «ذا ناشيونال» ، وهي صحيفة في أبو ظبي، لديها انطباع إيجابي عن الكتاب. ذكرت أنه في بعض الأحيان يستخدم المؤلف محتوى أكثر من اللازم، مثل الكثير من الاقتباسات. 
صرح الناشرون ويكلي أن الكتاب «دراسة حية في السيكوبانت والطعن الخلفي ونقد شديد اللهجة لاستراتيجية كيسنجر الجغرافية.» 
ذكرت Kirkus مراجعات أن الكتاب كان «مُثير للإعجاب».

### الملاحظات المرجعية
1. 1 2  "The Oil Kings: How the U.S., Iran, and Saudi Arabia Changed the Balance of Power in the Middle East". بابليشرز ويكلي. 4 يوليو 2011. مؤرشف من الأصل في 2019-05-05. اطلع عليه بتاريخ 2018-11-30.
2. 1 2 3  Oleck, Joan (16 سبتمبر 2011). "The Oil Kings: How Nixon courted the shah". ذا ناشيونال. مؤرشف من الأصل في 2019-01-06. اطلع عليه بتاريخ 2018-11-30. {{استشهاد ويب}}: استعمال الخط المائل أو الغليظ غير مسموح: |ناشر= (مساعدة)
3. 1 2 3 4 5 6  Black, Brian (17 أغسطس 2011). ""Oil Kings" and "Barbarians of Oil"". كريستشن ساينس مونيتور. مؤرشف من الأصل في 2018-11-30. اطلع عليه بتاريخ 2018-11-30. {{استشهاد ويب}}: استعمال الخط المائل أو الغليظ غير مسموح: |ناشر= (مساعدة)
4. ↑  Emery, p. 837.
5. ↑  Wolfe-Hunnicutt, p. 174.
6. ↑  "THE OIL KINGS". مراجعات كيركس. 28 يونيو 2011. مؤرشف من الأصل في 2018-11-30. اطلع عليه بتاريخ 2018-11-30. - Print date: July 1, 2011

## روابط خارجية
- ملوك النفط - سيمون وشوستر